# École supérieure d'ingénieurs privée de Gafsa
L’École supérieure d'ingénieurs privée de Gafsa est une école d'ingénieurs située à Gafsa en Tunisie,.